# Thelma Payne
Thelma R. Payne, później Sanborn (ur. 18 lipca 1896 w Salem, zm. 7 września 1988 w Laguna Niguel) – amerykańska skoczkini do wody, medalistka igrzysk olimpijskich w 1920.

## Kariera sportowa
Zdobyła brązowy medal skokach z trampoliny na igrzyskach olimpijskich w 1920 w Antwerpii, przegrywając jedynie z Aileen Riggin i Helen Wainwright (w konkursie wzięły udział tylko cztery zawodniczki, wszystkie ze Stanów Zjednoczonych). W tym czasie pracowała jako recepcjonistka w ratuszu w Portland.
Była mistrzynią Stanów Zjednoczonych w skokach do wody z trampoliny w latach 1918–1920.
Po igrzyskach została trenerką pływania. Opiekowała się m.in. wicemistrzem olimpijskim Bowenem Stassforthem i trzykrotną mistrzynią igrzysk panamerykańskich w 1951 Sharon Geary, a także uczyła dzieci takich osób, jak Bing Crosby, John Wayne i Loretta Young. Jej wizerunek był wykorzystywany jako logo firmy „Jantzen” produkującej kostiumy kąpielowe.
W 1983 została wybrana do Oregon Sports Hall of Fame.